# Discografia dei Sonata Arctica
Di seguito è riportata la discografia dei Sonata Arctica, gruppo musicale power metal finlandese.

## Album in studio
- 1999 - Ecliptica
- 2001 - Silence
- 2003 - Winterheart's Guild
- 2004 - Reckoning Night
- 2007 - Unia
- 2009 - The Days of Grays
- 2012 - Stones Grow Her Name
- 2014 - Pariah's Child
- 2016 - The Ninth Hour
- 2019 - Talviyö

## Album dal vivo
- 2002 - Songs of Silence
- 2006 - For the Sake of Revenge
- 2011 - Live in Finland

## Raccolte
- 2005 - The End of This Chapter
- 2007 - The Collection 1999-2006
- 2022 - Acoustic Adventures - Volume One
- 2022 - Acoustic Adventures - Volume Two

## EP
- 2000 - Successor
- 2001 - Orientation
- 2003 - Takatalvi
- 2004 - Don't Say a Word

## Singoli
- 1999 - UnOpened
- 2001 - Wolf & Raven
- 2001 - Last Drop Falls
- 2003 - Victoria's Secret
- 2003 - Broken
- 2004 - Don't Say a Word
- 2004 - Shamandalie
- 2006 - Replica 2006
- 2007 - Paid in Full
- 2009 - The Last Amazing Grays
- 2011 - Flag in the Ground (live)
- 2012 - I Have a Right
- 2012 - Shitload of Money
- 2013 - Alone in Heaven
- 2014 - The Wolves Die Young
- 2014 - Cloud Factory
- 2014 - Love
- 2014 - Kingdom for a Heart
- 2015 - Christmas Spirits
- 2016 - Closer To An Animal
- 2016 - Life
- 2019 - A Little Less Understanding
- 2019 - Cold
- 2019 - Who Failed The Most

## Demo
- 1996 - Friend Till the End
- 1997 - Agre Pamppers
- 1997 - PeaceMaker
- 1999 - FullMoon